# Administration territoriale du Bas-Saint-Laurent
Le palier supra-local de l'administration territoriale de la région du Bas-Saint-Laurent est constituée de 7 municipalités régionales de comté.
Le palier local est constitué de 114 municipalités locales, 14 territoires non organisés et 2 réserves indiennes pour un total de 130 municipalités.

## Palier supra-local
| Nom               | Chef-lieu              | Population 2021 | Superficie terrestre km2 | Densité hab./km2 |
| ----------------- | ---------------------- | --------------- | ------------------------ | ---------------- |
| Kamouraska        | Kamouraska             | 21 307          | 2 244,73                 | 9,49             |
| La Matanie        | Matane                 | 20 883          | 3 410,79                 | 6,12             |
| La Matapédia      | Amqui                  | 17 592          | 5 433,71                 | 3,24             |
| La Mitis          | Mont-Joli              | 18 363          | 2 560,86                 | 7,17             |
| Les Basques       | Trois-Pistoles         | 8 873           | 1 130,7                  | 7,85             |
| Rimouski-Neigette | Rimouski               | 57 191          | 2 967,57                 | 19,27            |
| Rivière-du-Loup   | Rivière-du-Loup        | 35 338          | 1 768,2                  | 19,99            |
| Témiscouata       | Témiscouata-sur-le-Lac | 19 492          | 4 049,95                 | 4,81             |
| Région            | Région                 | 199 039         | 22 183                   | 8,97             |

## Palier local

### Municipalités locales
| Nom                             | Désignation  | Superficie km2 | Population 2021 | MRC               | Code    |
| ------------------------------- | ------------ | -------------- | --------------- | ----------------- | ------- |
| Albertville                     | Municipalité | 104,55         | 239             | La Matapédia      | 2407025 |
| Amqui                           | Ville        | 127,9          | 5 999           | La Matapédia      | 2407047 |
| Auclair                         | Municipalité | 106,66         | 447             | Témiscouata       | 2413045 |
| Baie-des-Sables                 | Municipalité | 64,54          | 613             | La Matanie        | 2408080 |
| Biencourt                       | Municipalité | 187,8          | 433             | Témiscouata       | 2413055 |
| Cacouna                         | Municipalité | 62,49          | 1 848           | Rivière-du-Loup   | 2412057 |
| Causapscal                      | Ville        | 163,88         | 2 147           | La Matapédia      | 2407018 |
| Dégelis                         | Ville        | 562,84         | 2 884           | Témiscouata       | 2413005 |
| Esprit-Saint                    | Municipalité | 169,28         | 340             | Rimouski-Neigette | 2410005 |
| Grand-Métis                     | Municipalité | 25,85          | 218             | La Mitis          | 2409060 |
| Grosses-Roches                  | Municipalité | 63,99          | 375             | La Matanie        | 2408015 |
| Kamouraska                      | Municipalité | 40,81          | 607             | Kamouraska        | 2414050 |
| L'Isle-Verte                    | Municipalité | 112,33         | 1 356           | Rivière-du-Loup   | 2412043 |
| La Pocatière                    | Ville        | 22,71          | 4 078           | Kamouraska        | 2414085 |
| La Rédemption                   | Paroisse     | 116,29         | 384             | La Mitis          | 2409005 |
| La Trinité-des-Monts            | Paroisse     | 233,09         | 233             | Rimouski-Neigette | 2410010 |
| Lac-au-Saumon                   | Municipalité | 79,74          | 1 488           | La Matapédia      | 2407057 |
| Lac-des-Aigles                  | Municipalité | 85,1           | 495             | Témiscouata       | 2413060 |
| Lejeune                         | Municipalité | 269,4          | 246             | Témiscouata       | 2413050 |
| Les Hauteurs                    | Municipalité | 105,41         | 485             | La Mitis          | 2409015 |
| Les Méchins                     | Municipalité | 452            | 995             | La Matanie        | 2408005 |
| Matane                          | Ville        | 214,63         | 13 987          | La Matanie        | 2408053 |
| Métis-sur-Mer                   | Ville        | 48,01          | 594             | La Mitis          | 2409048 |
| Mont-Carmel                     | Municipalité | 435,29         | 1 160           | Kamouraska        | 2414005 |
| Mont-Joli                       | Ville        | 22,64          | 6 384           | La Mitis          | 2409077 |
| Notre-Dame-des-Neiges           | Municipalité | 92,87          | 1 194           | Les Basques       | 2411045 |
| Notre-Dame-des-Sept-Douleurs    | Paroisse     | 11,18          | 71              | Rivière-du-Loup   | 2412045 |
| Notre-Dame-du-Portage           | Municipalité | 39,55          | 1 296           | Rivière-du-Loup   | 2412080 |
| Packington                      | Paroisse     | 117,89         | 578             | Témiscouata       | 2413015 |
| Padoue                          | Municipalité | 67,57          | 250             | La Mitis          | 2409040 |
| Pohénégamook                    | Ville        | 351,97         | 2 481           | Témiscouata       | 2413095 |
| Price                           | Village      | 2,35           | 1 729           | La Mitis          | 2409065 |
| Rimouski                        | Ville        | 335,33         | 48 935          | Rimouski-Neigette | 2407047 |
| Rivière-Bleue                   | Municipalité | 179,93         | 1 261           | Témiscouata       | 2410043 |
| Rivière-du-Loup                 | Ville        | 83,39          | 20 118          | Rivière-du-Loup   | 2412072 |
| Rivière-Ouelle                  | Municipalité | 54,72          | 995             | Kamouraska        | 2414065 |
| Saint-Adelme                    | Paroisse     | 100,2          | 484             | La Matanie        | 2408030 |
| Saint-Alexandre-de-Kamouraska   | Municipalité | 115,95         | 2 255           | Kamouraska        | 2414035 |
| Saint-Alexandre-des-Lacs        | Paroisse     | 92,98          | 298             | La Matapédia      | 2407065 |
| Saint-Anaclet-de-Lessard        | Paroisse     | 126,26         | 3 019           | Rimouski-Neigette | 2410030 |
| Saint-André-de-Kamouraska       | Municipalité | 68,94          | 995             | Kamouraska        | 2414065 |
| Saint-Antonin                   | Ville        | 182,66         | 4 338           | Rivière-du-Loup   | 2412015 |
| Saint-Arsène                    | Paroisse     | 71,01          | 1 245           | Rivière-du-Loup   | 2412065 |
| Saint-Athanase                  | Municipalité | 289,08         | 303             | Témiscouata       | 2413100 |
| Saint-Bruno-de-Kamouraska       | Municipalité | 186,79         | 515             | Kamouraska        | 2414010 |
| Saint-Charles-Garnier           | Paroisse     | 83,73          | 222             | La Mitis          | 2409010 |
| Saint-Clément                   | Paroisse     | 80,44          | 479             | Les Basques       | 2411005 |
| Saint-Cléophas                  | Paroisse     | 97,46          | 321             | La Matapédia      | 2407090 |
| Saint-Cyprien                   | Municipalité | 136,14         | 1 078           | Rivière-du-Loup   | 2412005 |
| Saint-Damase                    | Paroisse     | 117,43         | 382             | La Matapédia      | 2407105 |
| Saint-Denis-De La Bouteillerie  | Municipalité | 33,84          | 518             | Kamouraska        | 2414055 |
| Saint-Donat                     | Paroisse     | 93,23          | 835             | La Mitis          | 2409030 |
| Saint-Éloi                      | Paroisse     | 67,69          | 310             | Les Basques       | 2411035 |
| Saint-Elzéar-de-Témiscouata     | Municipalité | 151,54         | 311             | Témiscouata       | 2413085 |
| Saint-Épiphane                  | Municipalité | 82,36          | 836             | Rivière-du-Loup   | 2412030 |
| Saint-Eugène-de-Ladrière        | Paroisse     | 355,09         | 413             | Rimouski-Neigette | 2410075 |
| Saint-Eusèbe                    | Paroisse     | 120,12         | 587             | Témiscouata       | 2413030 |
| Saint-Fabien                    | Paroisse     | 128,07         | 1 834           | Rimouski-Neigette | 2410070 |
| Saint-François-Xavier-de-Viger  | Municipalité | 110,19         | 247             | Rivière-du-Loup   | 2412025 |
| Saint-Gabriel-de-Rimouski       | Municipalité | 132,1          | 1 177           | La Mitis          | 2409025 |
| Saint-Gabriel-Lalemant          | Municipalité | 80,49          | 660             | Kamouraska        | 2414075 |
| Saint-Germain-de-Kamouraska     | Paroisse     | 26,7           | 294             | Kamouraska        | 2414045 |
| Saint-Guy                       | Municipalité | 140,09         | 76              | Les Basques       | 2411020 |
| Saint-Honoré-de-Témiscouata     | Municipalité | 251,58         | 763             | Témiscouata       | 2413090 |
| Saint-Hubert-de-Rivière-du-Loup | Municipalité | 183,99         | 1 412           | Rivière-du-Loup   | 2412010 |
| Saint-Jean-de-Cherbourg         | Paroisse     | 113,23         | 163             | La Matanie        | 2408010 |
| Saint-Jean-de-Dieu              | Municipalité | 151,32         | 1 651           | Les Basques       | 2411010 |
| Saint-Jean-de-la-Lande          | Municipalité | 108,8          | 232             | Témiscouata       | 2413010 |
| Saint-Joseph-de-Kamouraska      | Paroisse     | 84,61          | 398             | Kamouraska        | 2414030 |
| Saint-Joseph-de-Lepage          | Paroisse     | 30,27          | 590             | La Mitis          | 2409070 |
| Saint-Juste-du-Lac              | Municipalité | 170,11         | 543             | Témiscouata       | 2413040 |
| Saint-Léandre                   | Paroisse     | 102,62         | 375             | La Matanie        | 2408065 |
| Saint-Léon-le-Grand             | Paroisse     | 127,73         | 863             | La Matapédia      | 2451035 |
| Saint-Louis-du-Ha! Ha!          | Paroisse     | 114,45         | 1 311           | Témiscouata       | 2413080 |
| Saint-Marc-du-Lac-Long          | Paroisse     | 147,16         | 365             | Témiscouata       | 2413020 |
| Saint-Marcellin                 | Paroisse     | 117,01         | 543             | Rimouski-Neigette | 2413040 |
| Saint-Mathieu-de-Rioux          | Paroisse     | 102,35         | 543             | Les Basques       | 2413040 |
| Saint-Médard                    | Municipalité | 67,59          | 216             | Les Basques       | 2411025 |
| Saint-Michel-du-Squatec         | Paroisse     | 363,1          | 1 076           | Témiscouata       | 2413065 |
| Saint-Modeste                   | Municipalité | 107,91         | 1 180           | Rivière-du-Loup   | 2412020 |
| Saint-Moïse                     | Paroisse     | 106,83         | 542             | La Matapédia      | 2407095 |
| Saint-Narcisse-de-Rimouski      | Paroisse     | 166,83         | 1 084           | Rimouski-Neigette | 2410015 |
| Saint-Noël                      | Village      | 45,68          | 392             | La Matapédia      | 2407100 |
| Saint-Octave-de-Métis           | Paroisse     | 74,63          | 493             | La Mitis          | 2409055 |
| Saint-Onésime-d'Ixworth         | Municipalité | 103,59         | 522             | Kamouraska        | 2414080 |
| Saint-Pacôme                    | Municipalité | 29,31          | 1 806           | Kamouraska        | 2414070 |
| Saint-Pascal                    | Ville        | 57,75          | 3 530           | Kamouraska        | 2414018 |
| Saint-Paul-de-la-Croix          | Paroisse     | 84,25          | 313             | Rivière-du-Loup   | 2412035 |
| Saint-Philippe-de-Néri          | Paroisse     | 33,08          | 818             | Kamouraska        | 2414060 |
| Saint-Pierre-de-Lamy            | Municipalité | 115,46         | 122             | Témiscouata       | 2413075 |
| Saint-René-de-Matane            | Municipalité | 255,58         | 946             | La Matanie        | 2408035 |
| Saint-Simon-de-Rimouski         | Municipalité | 75,62          | 455             | Les Basques       | 2411055 |
| Saint-Tharcisius                | Paroisse     | 79,61          | 754             | La Matapédia      | 2407070 |
| Saint-Ulric                     | Municipalité | 118,68         | 1 567           | La Matanie        | 2408073 |
| Saint-Valérien                  | Paroisse     | 149,69         | 1 188           | Rimouski-Neigette | 2410060 |
| Saint-Vianney                   | Municipalité | 145,24         | 446             | La Matapédia      | 2407075 |
| Saint-Zénon-du-Lac-Humqui       | Paroisse     | 112,97         | 370             | La Matapédia      | 2407035 |
| Sainte-Angèle-de-Mérici         | Municipalité | 108,41         | 989             | La Mitis          | 2409035 |
| Sainte-Anne-de-la-Pocatière     | Paroisse     | 53,68          | 1 597           | Kamouraska        | 2414090 |
| Sainte-Félicité                 | Municipalité | 89,76          | 1 100           | La Matanie        | 2408023 |
| Sainte-Flavie                   | Paroisse     | 37,62          | 904             | La Mitis          | 2409085 |
| Sainte-Florence                 | Municipalité | 103            | 367             | La Matapédia      | 2407010 |
| Sainte-Françoise                | Paroisse     | 88,54          | 383             | Les Basques       | 2411030 |
| Sainte-Hélène-de-Kamouraska     | Municipalité | 60,34          | 891             | Kamouraska        | 2414025 |
| Sainte-Irène                    | Paroisse     | 134,03         | 369             | La Matapédia      | 2407040 |
| Sainte-Jeanne-d'Arc             | Paroisse     | 110,82         | 217             | La Mitis          | 2409020 |
| Sainte-Luce                     | Municipalité | 74,88          | 2 845           | La Mitis          | 2409092 |
| Sainte-Marguerite-Marie         | Municipalité | 83,94          | 183             | La Matapédia      | 2407005 |
| Sainte-Paule                    | Municipalité | 86,64          | 247             | La Matanie        | 2408040 |
| Sainte-Rita                     | Municipalité | 142,88         | 303             | Les Basques       | 2411015 |
| Sayabec                         | Municipalité | 130,29         | 1 706           | La Matapédia      | 2407085 |
| Témiscouata-sur-le-Lac          | Ville        | 227,91         | 5 054           | Témiscouata       | 2413073 |
| Trois-Pistoles                  | Ville        | 7,74           | 3 115           | Les Basques       | 2411040 |
| Val-Brillant                    | Municipalité | 80             | 899             | La Matapédia      | 2407080 |
| Total                           |              | 22 183         | 199 039         |                   | 01      |

### Territoires non organisés
| Nom                   | Superficie km2 | Population 2021 | MRC               | Code géographique |
| --------------------- | -------------- | --------------- | ----------------- | ----------------- |
| Lac-à-la-Croix        | 226,36         | 0               | La Mitis          | 2409904           |
| Lac-Alfred            | 77,05          | 0               | La Matapédia      | 2407912           |
| Lac-Boisbouscache     | 101,8          | 0               | Les Basques       | 2411902           |
| Lac-Casault           | 1 423          | 10              | La Matapédia      | 2407908           |
| Lac-des-Eaux-Mortes   | 954,82         | 0               | La Mitis          | 2407025           |
| Lac-Huron             | 965,3          | 30              | Rimouski-Neigette | 2410902           |
| Lac-Matapédia         | 83             | 10              | La Matapédia      | 2407914           |
| Petit-Lac-Sainte-Anne | 188,6          | 0               | Kamouraska        | 2414904           |
| Picard                | 572,2          | 5               | Kamouraska        | 2414902           |
| Rivière-Bonjour       | 1 679,5        | 16              | La Matanie        | 2408902           |
| Rivière-Patapédia-Est | 15,5           | 0               | La Matapédia      | 2407906           |
| Rivière-Vaseuse       | 272,5          | 0               | La Matapédia      | 2407904           |
| Routhierville         | 625,8          | 20              | La Matapédia      | 2407902           |
| Ruisseau-des-Mineurs  | 931,7          | 0               | La Matapédia      | 2407910           |
| Total                 | 8 174          | 65              |                   |                   |

### Réserves indiennes
La Première Nation Wolastoqiyik Wahsipekuk, une Première Nation malécite, a une population inscrite de 1 183 membres dont la totalité vit hors des réserves.
| Nom        | Superficie km2 | Population 2021 | Division de recensement | Code géographique |
| ---------- | -------------- | --------------- | ----------------------- | ----------------- |
| Cacouna    | 0,9            | 0               | Rivière-du-Loup         | 12804             |
| Kataskomiq | 1,6            | 0               | Rivière-du-Loup         | 12802             |

## Annexe